# Милый друг
«Ми́лый друг» (фр. Bel-Ami) — роман французского писателя Ги де Мопассана, написанный в 1885 году. Рассказывает об авантюристе, который мечтает сделать блестящую карьеру. У него нет каких-либо талантов, разве что своей внешностью он может покорить сердце любой дамы, а совесть прощает ему любую подлость. И этого хватает для того, чтобы стать сильным мира сего.

## Сюжет
Жорж Дюруа, красивый молодой человек, живёт в Париже в крайней нужде. Однажды он встречает своего старого армейского товарища, Шарля Форестье, служившего с ним вместе в Африке. Шарль стал преуспевающим журналистом. Он планирует устроить званый ужин и приглашает Жоржа, а заодно предлагает ему опробовать свои силы в журналистике.
На ужине Жорж знакомится с женой Шарля, Мадленой, её подругой Клотильдой де Марель, начальником Форестье и, по совместительству, крупным дельцом господином Вальтером, а также несколькими коллегами журналиста. Дюруа очаровывает всех собеседников за столом, нравится Вальтеру и получает первое задание — написать статью: «Воспоминания африканского стрелка». Несмотря на попытки придумать что-нибудь, у него ничего не получается. Жорж обращается за помощью к Мадлене, которая в итоге пишет замечательную статью за него. Статья принята, и он получает задание написать продолжение.
Жорж пытается снова обратиться к Мадлене, но Форестье возмущается и запрещает жене работать за Жоржа. Жорж несколько раз переделывает статью, но её так и не принимают. Тогда он решает уйти в репортёрство. Этому искусству Жоржа обучает сотрудник газеты по имени Сен-Потен.
Вскоре Жорж становится успешным репортёром, его талант не остаётся незамеченным начальством. Жорж хорошо зарабатывает, но разбогатеть у него не получается. Он заводит роман со светской дамой, Клотильдой де Марель, и становится её любовником. Он нравится её маленькой дочери Лорине, которая даёт ему прозвище — Милый друг. Вскоре все дамы, с которыми общается Жорж, начинают звать его этим прозвищем. Клотильда помогает ему деньгами, при этом Жорж злится на неё и обещает всё вернуть, «как только будут деньги». Тем не менее он вечно сидит без денег. Будучи на светском обеде у господина Вальтера, он умудряется понравиться его жене, которая выпрашивает у мужа повышение для Жоржа. Однажды он ссорится с Клотильдой и в виде мести хочет вернуть ей весь долг, но не находит денег. Вскоре он мирится с ней, и в этом отпадает необходимость.
Пытаясь занять денег у Форестье — получает подачку в 20 франков и мечтает отомстить, наставив ему рога. Но от Мадлены он получает холодный отказ, та предлагает быть друзьями и союзниками. Между тем господину Форестье становится хуже, и он уезжает в Канны для лечения. Оттуда приходит телеграмма от Мадлены с просьбой срочно приехать, так как Форестье вот-вот умрёт. По приезде Жоржа Шарль действительно умирает, и Жорж предлагает Мадлене выйти за него. Она соглашается стать госпожой Дюруа при условии, что тот купит себе дворянский титул и не будет мешать ей вести привычный образ жизни, встречаясь со старыми друзьями. Вскоре Жорж становится господином Дю Руа де Кантелем (по названию местности, где он родился) и женится на Мадлене. Жорж, однако, возобновляет свою любовную связь с Клотильдой. Мадлена помогает писать ему статьи, окружающим очень заметно, что статьи Жоржа становятся похожи на старые статьи Форестье. В газете Жорж занимает позицию Форестье, и его начинают дразнить, как бы случайно называя именем умершего друга. Он злится на это, начинает ревновать Мадлену и подозревать её в измене.
Газета, где работает Жорж, из второстепенной превращается в ведущее политическое издание. Вальтер, ведущий бизнес в Африке, использует её как средство пропаганды и политического давления, в то же время Мадлена заводит знакомство с различными политическими и светскими персонами, собирает информацию. Мадлена и Жорж, работая вместе, пишут статьи, помогающие сместить старое правительство и занять министерский пост старому другу Мадлены и Вальтера, депутату Ларош-Матье. Дом Дюруа превращается во влиятельный политический салон, Жорж пишет статьи по заказу Ларош-Матье. Вскоре он, желая отомстить Мадлене, соблазняет жену своего шефа, госпожу Вальтер, которая выдаёт секрет мужа об огромной финансовой махинации с марокканскими облигациями, частью которой были заказанные Жоржу статьи в газете.
Умирает старый друг Мадлены (в тексте присутствует намёк на то, что он её любовник), граф Водрек, и оставляет ей в наследство миллион франков. Дюруа уверен, что она была его любовницей, он вынуждает жену подарить ему половину суммы, поскольку иначе факт получения замужней женщиной наследства от пожилого графа будет вызывать кривотолки в обществе. Так он становится богатым. Тем не менее в то же время проходит махинация Вальтера с облигациями, который благодаря этому становится богатейшим человеком страны. Жорж завидует Вальтеру и сожалеет о том, что не может сейчас жениться на дочери Вальтера Сюзанне, которая поддерживает с ним хорошие отношения.
Продолжаются отношения Жоржа как со старой любовницей, Клотильдой де Марель, так и с женой Вальтера. Последняя, будучи женщиной в возрасте, весьма набожной и строго воспитанной, сначала долго сопротивляется, но потом бросается в отношения с ним как в омут. Она быстро надоедает Жоржу, и он всячески избегает её, причиняя ей большие страдания, что ещё больше раздражает его. Отношения с Клотильдой тоже не гладки, но она каждый раз прощает его — и после женитьбы на Мадлене, и после обнаружения другой любовницы.
Задумав жениться на дочери Вальтера и получить приданое, Жорж с полицией нравов ловит свою жену на измене с Ларошем-Матье, благодаря чему ему удаётся свалить министра и получить развод от жены. В то же время он подготавливает почву для отношений с Сюзанной, убеждает её отказаться от родовитого жениха и склоняет её к бегству с ним. Они вместе убегают, а когда возвращаются, разозлённый Вальтер вынужден выдать свою дочь замуж, иначе поползут слухи, что она взяла в любовники Дюруа и не желает придавать связи с ним официальный статус, памятуя о его разнузданном прошлом. Внебрачные отношения с таким юношей, как Жорж, могут негативно отразиться на репутации порядочной девушки, и родители Сюзанны неохотно соглашаются принять Дюруа в свою семью. Жена Вальтера категорически против брака, она начинает ненавидеть свою дочь и Жоржа, но, не в силах противостоять обстоятельствам, падает духом и сдаётся. Так Жорж становится наследником огромного состояния, зятем первого богача Франции. На его свадьбе поэт-философ Норбер де Варен подводит итог: «Будущее принадлежит пройдохам». А сам Жорж на свадьбе смотрит на Клотильду и вспоминает, как ему нравилось принадлежать своей первой любовнице. И его взгляд даёт ей понять, что у них всё по-прежнему.

## Действующие лица
- Жорж Дюруа — главный герой, бывший солдат. Пробует себя в журналистике и на протяжении романа делает карьеру через постель, становясь мужем богатых, влиятельных женщин. Становится богачом и покупает дворянский титул. Юноша, не обладающий никакими талантами и не обременённый моралью.
- Шарль Форестье — армейский товарищ Дюруа, журналист, пристроивший его на работу.
- Мадлена Форестье — жена Форестье, впоследствии жена Дюруа, любовница министра Ларош-Матье. Пишет статьи за своих бездарных мужей, а также снабжает их эксклюзивной информацией, которую узнаёт у любовников.
- Клотильда де Марель — постоянная любовница Жоржа, с которым она постоянно расстаётся и снова мирится.
- Лорина де Марель — дочь Клотильды, дающая Жоржу прозвище «Милый друг».
- господин Вальтер — владелец газеты «Французская жизнь», богач, крупный делец.
- Вирджиния Вальтер — его жена, любовница Жоржа.
- Сюзанна Вальтер — вторая жена Жоржа. Наследница многомиллионного состояния.
- Граф Водрек — пожилой богатый дворянин.
- господин Ларош-Матье — французский министр, обязанный своим положением господину Вальтеру, проворачивающий вместе с ним финансовые махинации. Любовник Мадлены.
- Норбер де Варен — пессимистичный поэт, работающий во «Французской жизни».
- Сен-Потен — недобросовестный репортёр «Французской жизни». Обучал Жоржа искусству интервьюирования (а точнее выдумывания самого факта интервью).
- Жак Риваль — один из журналистов «Французской жизни».
- Рашель — проститутка, без ума от Жоржа Дюруа.

## Классики о романе
А. М. Горький

«Bel ami» победил, он у власти. Но до какой же степени упала способность мещан к самозащите, если они вручают судьбы свои в руки столь ненадёжных людей!

Л. Н. Толстой

Погибло и погибает всё чистое и доброе в нашем обществе, потому что общество это развратно, безумно и ужасно.

## Экранизации
- В 1916 году была снята русская экранизация режиссёром Максимилианом Гарри под названием «Чёрный дом».
- В 1939 году снята германская экранизация с Вилли Форстом в главной роли.
- В 1947 году снят американский чёрно-белый фильм «Личные дела милого друга» с Джорджем Сандерсом в главной роли.
- В 1955 роман был снова экранизирован с Иоханнесом Хестерсом в главной роли.
- В 1976 была снята по мотивам романа совместная шведско-французская порнолента Bel Ami.
- В 1979 году на итальянском телевидении был снят 4-серийный мини-сериал режиссёра Сандро Больки[итал.] c Коррадо Пани в главной роли.
- В 1983 году на французском телевидении был снят 3-серийный мини-сериал «Милый друг» режиссёра Пьера Кардиналя с Жаком Вебером и Марисой Беренсон в главных ролях.
- В 2005 вышла франко-бельгийская экранизация романа с Сагамором Стевененом в главной роли.
- В 2012 году вышла экранизация романа с Робертом Паттинсоном, Умой Турман и Кристиной Риччи в главных ролях.

## Театральные постановки
- В 1997 году на сцене Театра имени Моссовета состоялась премьера спектакля «Милый друг». Режиссёр-постановщик — Андрей Житинкин. В роли Виржини Вальтер выступила Маргарита Терехова, в роли Жоржа Дюруа — Александр Домогаров.
- В 2014 году на сцене иркутского музыкального театра им. Н. М. Загурского состоялась мировая премьера балета «Милый друг» по мотивам романа (музыка: Константин Артамонов, либретто: Людмила Цветкова).
- В 2017 году на сцене Театра-фестиваля «Балтийский дом» состоялась премьера спектакля «Милый друг», режиссёр Н. Индейкина.
- В 2018 году Марком Розовским был поставлен мюзикл «О, Милый друг» на сцене театра у Никитских ворот в Москве.

## Упоминание в песне
- В композиции «Глупенькая песня (Ассоль)» Сергея Чигракова в дебютном альбоме «Чиж», упоминается главный герой романа[4]:

Я для них остаться должен
Своим парнем, «парнем в доску»,
Наркоманом, Жоржем Дюруа,
Пьяницей и музыкантом
И непризнанным талантом,
Ведь никем иным мне быть нельзя.— Сергей Чиграков

## Переводчики на русский
- Анастасия Чеботаревская-Сологуб
- С. Бархардт
- Мария Шишмарёва
- Я. Г. Абрамсон
- М. В. Соседова
- Николай Любимов